# 최자 (고려)
최자(崔滋, 1188년 ~ 1260년)는 고려 후기의 문신이자 학자, 시인이다. 초명은 종유(宗裕), 안(安)이고, 자는 수덕(樹德), 호는 동산수(東山叟), 본관은 해주이다.

## 약력
고려 중기의 대학자로 '해동공자(海東孔子)'로까지 불린 문헌공(文憲公) 최충(崔沖)의 6대손이다. 강종(康宗) 때 문과에 급제했으며, 지방직인 상주사록(尙州司錄)을 지내면서 선정을 펼쳐 이름이 났고, 돌아온 뒤에는 국학학유(國學學諭)로 임명되었다.
당시 최충헌의 뒤를 이어 무신정권의 집정자가 된 최이(崔怡)가 자신의 집에 정방을 설치하고 문사를 맡을 필도치를 임명하는데, 10년 동안 최자는 등용되지 못했다. 일찍이 그가 지었던 우미인초가(虞美人草歌)와 수정배시(水精盃詩)를 본 이규보(李奎報)가 그의 글재주를 감탄했는데, 후에 최이가 이규보에게 “공이 이미 나이가 많은데 누가 공의 뒤를 이어 문한(文翰)을 맡을 만한가?”라고 물었을 때 이규보는 “학유(學諭)인 최안(崔安, 최자)이라는 자가 있으며, 급제(及第) 김구(金坵)는 그 다음입니다.” 라며 최자를 추천했다. 최이는 당시 문장으로 이름이 나있던 이유(李需) · 이백순(李百順) · 하천단(河千旦) · 이함(李咸) · 임경숙(任景肅) 등을 불러 최자와 함께 표문을 짓게 해서 이규보에게 그것을 심사하도록 했으며, 열 번에 걸친 심사에서 최자의 글은 다섯 번이 장원이고 다섯 번이 부장원이었다.
또한 최이가 그의 관리로서의 재능을 시험하기 위해 최자에게 급전도감녹사(給田都監錄事)를 맡겼을 때도 민첩하고 근면하게 임무를 수행했다고 한다.
고종(高宗) 때에는 누차 정언(正言)이 되고, 목상주(牧尙州)로 부임하였는데 현지에서의 일처리가 신과 같았으며 관리와 백성들이 받들고 두려워하였다고 한다. 이때 안찰사(按察使)로 옮겨지지만 그의 관품이 안찰사가 되기에는 낮다 하여 다시 소환되어 전중소감(殿中少監) · 보문각대제(寶文閣待制)로서 다시 충청(忠淸) · 전라(全羅)의 안찰사로 임명되었고 공적을 쌓았다.
고종 37년(1250년)에는 몽골에 사신으로 다녀오기도 했다. 관직이 국자대사성(國子大司成) · 지어사대사(知御史臺事)에 이르렀고 상서우복야(尙書右僕射) · 한림학사승지(翰林學士承旨)로 옮겼다가 추밀부사(樞密副使)로 승진하였으며, 지공거로서 과거를 주관하기도 했으며, 고종 43년(1256년)에 중서평장사(中書平章事) 수태사(守太師)가 되었다.
몽골의 침공에 맞서 강화도로 천도한 조정이 고종 44년(1257년) 3품 이상에게 각기 항수(降守)할 계책을 바치게 했는데, 중론이 분분한 가운데 최자는 추밀사(樞密使) 김보정(金寶鼎)과 함께 “강도(江都)는 땅은 넓은데 사람이 적어서 굳게 지키기 어려우니 나아가 항복하는 것이 좋습니다.”라며 항복을 권했다고 한다. 몽골과의 강화가 이루어진 뒤인 고종 45년(1258년) 문하시랑(門下侍郞) 동중서문하평장사(同中書門下平章事) · 판이부사(判吏部事)가 되었다.
이후 장을 올려 관직에서 물러나기를 청한 그는 스스로 호를 동산수(東山叟)라 했으며, 원종(元宗) 원년(1260년) 7월 26일(양력 9월 3일)에 73세로 사망하였다.
시문에 뛰어나 당대에 크게 이름을 떨쳤다. 저서로 《가집(家集)》 10권, 《속파한집(續破閑集)》 3권이 있었고, 《최문충공가집》, 《삼도부》 등이 있다. 《보한집》을 통해 문학의 본질이 무엇이고, 문인들의 자질이 얼마나 중요하며, 창조의 과정이 얼마나 험난한가 등을 합리적으로 설명, 분석했다. 한편 녹상서사 대사성 겸지공거 평장사 문정공 지포에게 글을 하사받은 후 자식에게 대대손손 애지중지할 것을 명령하고 문학의 본질로 삼게 하였다고 한다.

## 평가
《고려사》에는 그에 대해 "천성이 순후하고 소박하였으며, 오만하게 능력을 내세워 남 앞에 나서는 일이 없었다(天資淳訥, 不以表表爲能)"고 하였다. 최자는 이규보와 같은 당대 고려 문인들의 일반적인 조류에 따라 경학보다는 사장에만 힘썼기에 절조와 의리감은 적었다. 시호는 문청(文淸)인데, 최자 자신이 당시 무신정권의 권력자 최충헌의 인척으로 전형적인 정략 가문이라는 비난이 있어, 후세에 그의 시호의 청(淸)을 탁(濁)으로 바꾸라는 비난이 나오기도 했다. 또한 최충헌의 노비로 있던 김준(金俊)이 최이의 신임을 받자 그의 아들들을 집으로 초청해 잔치를 열기도 했는데, 당시 사람들이 이를 비웃었다고 한다.

## 가족관계
《고려사》에는 유후(有侯), 유비(有坯), 유엄(有渰)이라는 세 아들의 이름이 나오고 있다.

## 최자가 등장한 작품
- 《무신》(MBC, 2012년, 배우: 정규수)